# قلات رستم
قلات رستم سرنی، روستایی از توابع بخش توکهور شهرستان میناب در استان هرمزگان ایران است.

## جمعیت
این روستا در دهستان کریان قرار دارد و براساس سرشماری مرکز آمار ایران در سال ۱۳۸۵، جمعیت آن ۴۰ نفر (۸خانوار) بوده‌است.